# 里瓦罗萨
里瓦罗萨（義大利語：Rivarossa），是意大利都灵省的一个市镇。总面积11平方公里，人口1650人，人口密度150.0人/平方公里（2009年）。ISTAT代码为001218。